# Byströmite
La byströmite (simbolo IMA: Bym) è un minerale molto raro dell'omonimo gruppo; appartiene alla famiglia degli ossidi e idrossidi e possiede composizione chimica MgSb5+2O6.

## Etimologia e storia
La byströmite fu scoperta per la prima volta nella "Mina la Fortuna" vicino a El Antimoneo (comune di Caborca, Stato di Sonora - Messico) e descritta nel 1952 da Brian Mason e Charles J. Vitaliano, che chiamarono il minerale in onore del chimico dei cristalli Anders Byström (1916-1956), che analizzò la struttura del composto sintetico MgSb2O6.
Il campione tipo del minerale è conservato nel Museo di Storia Naturale di Londra con il numero di catalogo 1951.300 e presso il National Museum of Natural History di Washington con il numero di catalogo 106194.

## Classificazione
La classica nona edizione della sistematica dei minerali di Strunz, aggiornata dall'Associazione Mineralogica Internazionale (IMA) fino al 2009, elenca la byströmite nella classe "4. Ossidi (idrossidi, V[5,6] vanadati, arseniti, antimoniti, bismutiti, solfiti, seleniti, telluriti, iodati)" e da lì nella sottoclasse "4.D Metallo:Ossigeno = 1:2 e simili"; questa viene ulteriormente suddivisa in base alla dimensione dei cationi coinvolti e alla struttura del minerale, in modo tale che la byströmite possa essere trovata nella sezione "4.DB Con cationi di media dimensione; catene di ottaedri che condividono uno spigolo" dove forma il sistema nº 4.DB.10 insieme a manganotapiolite, ordoñezite, tapiolite-(Fe) e tapiolite-(Mn).
Tale classificazione rimane invariata anche nell'edizione successiva, proseguita dal database "mindat.org" e chiamata Classificazione Strunz-mindat, dove i membri del sistema 4.DB.10 sono ordoñezite, tredouxite, tapiolite-(Mn) e tapiolite-(Fe).
Nella Sistematica dei lapis (Lapis-Systematik) di Stefan Weiß la byströmite si trova nella classe degli "ossidi" e da lì nella sottoclasse degli "ossidi con rapporto metallo:ossigeno = 1:2 (MO2 e composti correlati)"; qui si trova nel "gruppo della tapiolite" con il numero di sistema IV/D.04 insieme a tapiolite-(Fe), tapiolite-(Mn), tredouxite e ordoñezite.
La classificazione dei minerali secondo Dana, usata principalmente nel mondo anglosassone, va controcorrente e, diversamente dalle altre sistematiche, elenca la byströmite nella famiglia dei "fosfati, arseniati e vanadati"; qui è nella classe degli "antimoniati" e nella sottoclasse degli "antimoniati A(X2O6)" dove forma il sistema nº 44.02.01 insieme a ordoñezite e tripuhyite.

## Abito cristallino
La byströmite cristallizza nel sistema tetragonale nel gruppo spaziale P4/nmm (gruppo nº 129) con le costanti di reticolo a = 4,68 Å e c = 9,21 Å, oltre ad avere 2 unità di formula per cella unitaria.

## Origine e giacitura
La byströmite è stata trovata nelle vene di quarzo in un giacimento di antimonio ossidato. La paragenesi è con quarzo e stibiconite.
La byströmite è un minerale molto raro ed è stata trovata nelle miniere "La Fortuna" (la località tipo del minerale) e "San Jose", entrambe nei pressi di Caborca (Messico), e nella miniera "Silberne Rose" a Bayreuth (in Baviera, Germania).

## Forma in cui si presenta in natura
La byströmite si presenta in aggregati massivi e porosi di particelle submicroscopiche; alcuni grani mostrano contorni quadrati o rettangolari al microscopio elettronico.
Il minerale ha lucentezza terrosa; il colore è grigio-blu, mentre il colore dello striscio è grigio chiaro.